# Actinia gelatinosa
Actinia gelatinosa is een zeeanemonensoort uit de familie Actiniidae. De anemoon komt uit het geslacht Actinia. Actinia gelatinosa werd in 1877 voor het eerst wetenschappelijk beschreven door Moseley. 